# Cetoscarus
Cetoscarus is een geslacht van straalvinnige vissen uit de familie van de papegaaivissen (Scaridae).

## Soorten
- Cetoscarus bicolor Rüppell, 1829 – Tweekleurige papegaaivis
- Cetoscarus ocellatus (Valenciennes, 1840)